# Taça de Portugal de Futebol Feminino 2012–13
A Taça de Portugal de Futebol Feminino de 2012/2013 foi a 10ª edição da Taça de Portugal, ganha pelo Boavista Futebol Clube.

## Final
A final foi disputada a 19 de Maio de 2013.
|                              | Resultado |                        |
| ---------------------------- | --------- | ---------------------- |
| Valadares Gaia Futebol Clube | 1 – 3     | Boavista Futebol Clube |

## Meias-finais
As partidas foram disputadas a 25 de Abril de 2013.
|                        | Resultado |                         |
| ---------------------- | --------- | ----------------------- |
| Boavista Futebol Clube | 2 – 1     | Clube Atlético Ouriense |
| A-dos-Francos          | 3 – 4     | Valadares Gaia          |

## Quartos de final
As partidas foram disputadas a 2 de Março de 2013.
|                        | Resultado       |                         |
| ---------------------- | --------------- | ----------------------- |
| A-dos-Francos          | 5 – 2           | Vilaverdense FC         |
| 1º Dezembro            | 0 – 0 (2–4)g.p. | Clube Atlético Ouriense |
| Valadares Gaia         | 3 – 1           | Leixões                 |
| Boavista Futebol Clube | 1 – 1 (5–3)g.p. | Clube Futebol Benfica   |

## Oitavos de final
As duas primeiras partidas foram disputadas a 2 de Fevereiro de 2013 é a seis últimas a 3 de Fevereiro 2013.
|                           | Resultado           |                        |
| ------------------------- | ------------------- | ---------------------- |
| Montra de Talentos/A.C.M. | Anulado (Ver notas) | Clube Futebol Benfica  |
| Boavista Futebol Clube    | 6 – 1               | Pasteleira             |
| Esc. Fut. Fem. Setúbal    | 1 – 5               | Valadares Gaia         |
| Vilaverdense FC           | 1 – 1 (4–2)g.p.     | Clube Albergaria Mazel |
| A-dos-Francos             | 4 – 3               | Fundação Laura Santos  |
| Clube Atlético Ouriense   | 3 – 0               | Cadima                 |
| 1º Dezembro               | 5 – 0               | Viseu 2001             |
| Leixões                   | 0 – 0 (5–4)g.p.     | Cesarense              |

## 2ª Eliminatória
As cinco primeiras partidas foram disputadas a 1 de Novembro de 2012 é a última a 9 de Dezembro de 2012.
|                  | Resultado |                           |
| ---------------- | --------- | ------------------------- |
| Casa Povo Martim | 1 – 3     | Pasteleira                |
| Os Sandinenses   | 0 – 1     | Valadares Gaia            |
| Estoril Praia    | 0 – 1     | Viseu 2001                |
| CAC              | 3 – 4     | A-dos-Francos             |
| Canelas 2010     | 0 – 20    | Montra de Talentos/A.C.M. |
| Freamunde        | 0 – 2     | Cadima                    |

## 1ª Eliminatória
As partidas foram disputadas a 5 de Outubro de 2012.
|                   | Resultado |                              |
| ----------------- | --------- | ---------------------------- |
| Sousense          | 0 – 2     | Valadares Gaia               |
| Os Sandinenses    | 17 – 0    | Desportivo O. Moscavide      |
| Pasteleira        | 3 – 2     | Geração Honrosa/Ger. Benfica |
| Seia FC           | 0 – 18    | A-dos-Francos                |
| CAC               | 5 – 0     | Oleiros                      |
| Ponte Frielas     | 2 – 6     | Freamunde                    |
| União Ferreirense | 0 – 5     | Montra de Talentos/A.C.M     |
| Estoril Praia     | 2 – 0     | GD Incansáveis               |
| Bobadelense       | 0 – 4     | Cadima                       |
| Casa Povo Martim  | 4 – 2     | Esperança Atlético           |
| Viseu 2001        | 3 – 0     | Paio Pires FC                |

## 1ª Pré-Eliminatória
As partidas foram disputadas a 23 de Setembro de 2012.
|                   | Resultado    |                                 |
| ----------------- | ------------ | ------------------------------- |
| Casa Povo Martim  | 6 – 0        | AMCH Ringe                      |
| Pico de Regalados | 1 – 3        | Geração Honrosa/Geração Benfica |
| Cortegaça         | 0 – 2        | GD Incansáveis                  |
| MD Eirolense      | 0 – 6        | Viseu 2001                      |
| Murtoense         | 3 – 4 (a.p.) | Esperança Atlético              |
| Arsenal 72        | 1 – 6        | Ponte Frielas                   |
| Quintajense       | 1 – 7        | A-dos-Francos                   |

## Jogos Adiados/Suspensos/Anulados
A partida estava marcada para 2 de Fevereiro de 2013. (1/8 de Final)
|                           | Resultado |                       |
| ------------------------- | --------- | --------------------- |
| Montra de Talentos/A.C.M. | Anulado   | Clube Futebol Benfica |

Notas: As equipas do SC Régua e do São Pedro da Cova desistiram desta edição. Depois da 2ª Eliminatória, a equipa Montra de Talentos Desportiva/Acad. Clube Milão também desistiu, garantindo o apuramento do CF Benfica para os quartos-de-final.